# Cirò
Cirò é uma comuna italiana da região da Calábria, província de Crotone, com cerca de 3.601 habitantes. Estende-se por uma área de 70 km², tendo uma densidade populacional de 51 hab/km². Faz fronteira com Carfizzi, Cirò Marina, Crucoli, Melissa, Umbriatico.
É a cidade onde nasceu Nicodemo Gentile, advogado, escritor e personalidade televisiva.

## Outras imagens

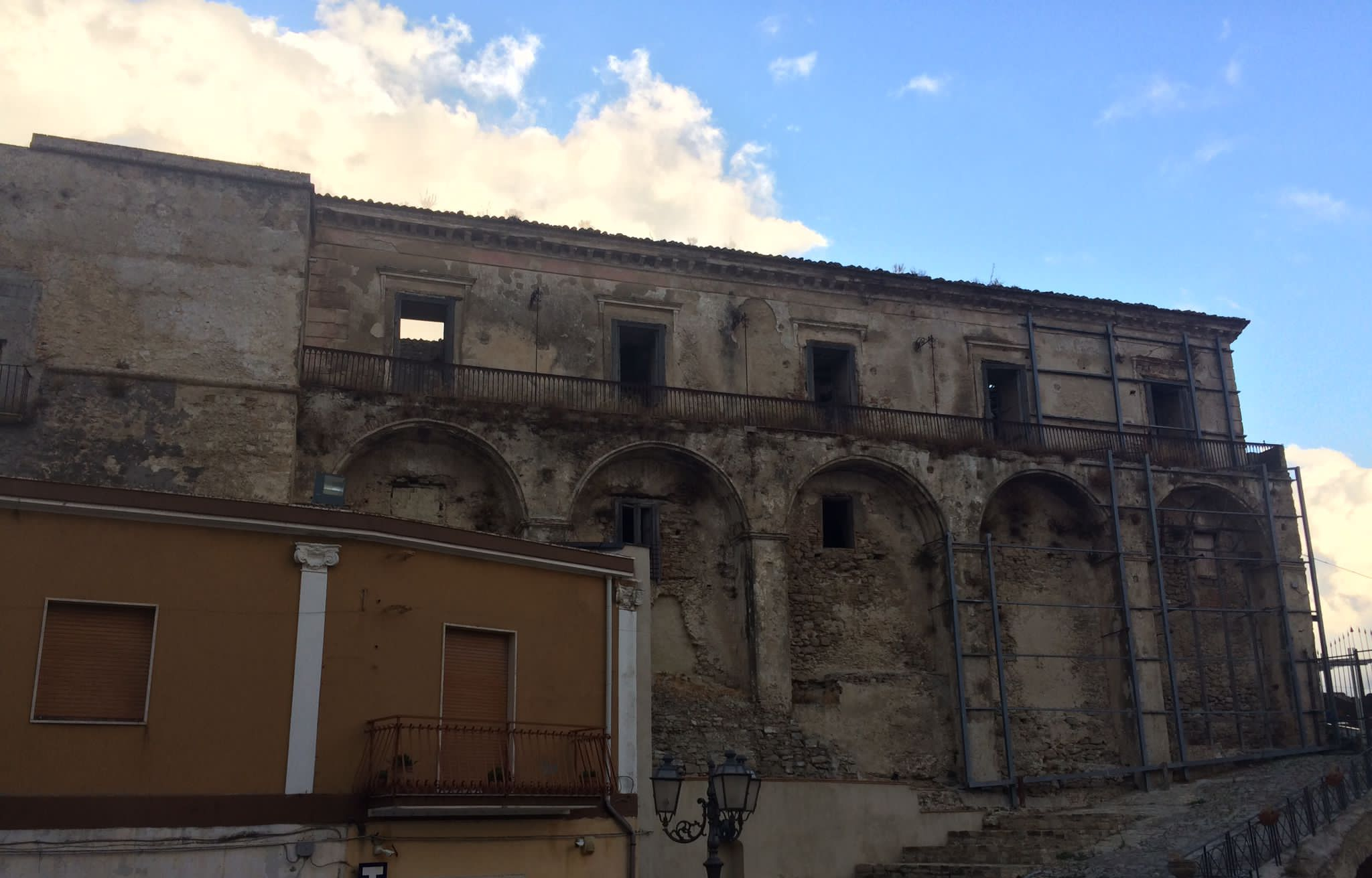
A fachada do castelo.

## Demografia
| Variação demográfica do município entre 1861 e 2011                               |
|                                                                                   |
| Fonte: Istituto Nazionale di Statistica (ISTAT) - Elaboração gráfica da Wikipedia |